# Paracelsus Medizinische Privatuniversität
Die Paracelsus Medizinische Privatuniversität (PMU) ist eine österreichische Privatuniversität in Salzburg mit einer weiteren Niederlassung in Nürnberg. Sie betreibt Lehre und Forschung im Bereich Humanmedizin und in weiteren Fächern der Gesundheitswissenschaften, insbesondere der Pflegewissenschaft und der Pharmazie. Benannt ist sie nach dem in Salzburg verstorbenen Arzt Paracelsus, der dort einige Jahre tätig war.
Die klinische Ausbildung der angehenden Mediziner erfolgt in Salzburg an den Universitätskliniken Salzburg und in weiteren Lehrkrankenhäusern sowie in Nürnberg am Klinikum Nürnberg.

## Geschichte
1999 wurden durch das Universitäts-Akkreditierungsgesetz die Rahmenbedingungen für die Gründung einer privaten Medizinischen Universität geschaffen. Daraufhin wurde von Privatpersonen die Medizinische Fakultät Salzburg – Privatstiftung gegründet mit dem Ziel, in Salzburg eine medizinische Privatuniversität zu schaffen. Im Dezember 2000 unterstützte die Salzburger Landesregierung (Schausberger II) dieses Vorhaben mit einem Zuschuss von 10 Millionen Schilling.
Im April 2002 stellte die Privatstiftung einen Antrag zur Akkreditierung als Privatuniversität. Diesem wurde im November desselben Jahres durch den Österreichischen Akkreditierungsrat und dem Bundesministerium für Bildung, Wissenschaft und Kultur stattgegeben. Gründungsrektor war Herbert Resch, der 2020 in den Ruhestand ging. Ihm folgte Wolfgang Sperl als Rektor nach.
2014 wurde der Standort Nürnberg eröffnet, wo seit August 2014 in Kooperation mit dem Klinikum Nürnberg ebenfalls Ärzte ausgebildet werden.
Im Jänner 2025 wurde die Transplantationschirurgin Annemarie Weißenbacher vom Stiftungsrat unter dem Vorsitz von Landeshauptmann Wilfried Haslauer (ÖVP) zur Nachfolgerin von Wolfgang Sperl als Rektorin ab 2026 gewählt.

## Finanzierung
Im Jahr 2012 spendete der Unternehmer Dietrich Mateschitz der PMU 70 Millionen Euro für die Errichtung eines Querschnitts- und Regenerationsszentrums, das Land Salzburg ergänzte weitere vier Millionen. Es handelte sich um die bis dahin drittgrößte Privatspende in der Geschichte Europas. Mateschitz war Mitglied des Stiftungsrates der Universität. Seine Spenden trugen wesentlich dazu bei, dass die PMU die medizinische Ausbildung als Universitätsklinikum aufrechterhalten konnte.
Im Jahr 2017 schlossen PMU und die Republik Österreich einen Vertrag. Darin wurde festgelegt, dass in den folgenden drei Jahren 25 zusätzliche Studienplätze gegen ein Entgelt von insgesamt neun Millionen Euro eingerichtet werden sollen. Begründet wurde dies mit dem Abfluss von Medizinern nach Bayern. Nach dieser Periode sollen diese Studienplätze von der Medizinischen Fakultät der Universität Linz gestellt werden. Dieser Vertrag wurde unter anderen vom Rektor der Medizinischen Universität Wien Markus Müller und von SPÖ-Wissenschaftssprecherin Andrea Kuntzl kritisiert. Der Rechnungshof kritisierte 2020 an der Vergabe den Ausschluss anderer Privatuniversitäten und eine genaue Prüfung der Studienplatzerhöhung an öffentlichen Universitäten. Ab dem Studienjahr 2020/21 finanziert auch die Autonome Provinz Bozen – Südtirol Studienplätze, zu Beginn acht, eine Aufstockung auf bis zu 25 ist vorgesehen. Ein Teil des Studiums soll in Einrichtungen des Südtiroler Sanitätsbetriebs stattfinden.